# Ochetorhynchus andaecola
Ochetorhynchus andaecola là một loài chim trong họ Furnariidae.